# Slaget om Als
 Der er for få eller ingen kildehenvisninger i denne artikel, hvilket er et problem. Du kan hjælpe ved at angive troværdige kilder til de påstande, som fremføres i artiklen.

Slaget om Als blev udkæmpet på Kær Halvø den 29. juni 1864 under 2. Slesvigske Krig mellem Danmark og Preussen. Slaget om Als var den sidste afgørende kamp i krigen.
Den 12. maj begyndte fredsforhandlingerne i London. Danskerne fik af preusserne tilbudt en grænse, der lå tæt på nutidens, men det blev afvist af regeringen i København. Preussen foreslog endvidere en folkeafstemning i Slesvig om, hvor grænsen skulle gå, men det blev ligeledes afvist. Til sidst skete det uundgåelige sammenbrud i forhandlingerne på grund. På trods af nederlaget på Dybbøl den 18. april 1864 fastholdt de danske  forhandlere med statsminister D.G. Monrad i spidsen kravet om en grænsedragning ved Ejderen. Den 26. juni udløber våbenhvilen. De allierede preusserne og østrigerne kunne uden problemer fortsætte krigen, måtte de fra erobrede Jylland sætte over til de danske øer. Den preussiske militære ledelse ville både angribe Als og Fyn samtidig. Kanseleren af det tyske kejserrige Otto von Bismarck besluttede at Als skulle erobres først. 
Tre dage efter våbenhvilens afslutning angriber preussiske tropper Als ved at angribe de forsvarsstyrker med et overraskelsesangreb over Alssund fra Sottrupskov til Arnkil. De danske styrker på  Kær Halvø tager straks kampen op, men forsvaret af Als er for svagt og for dårligt organiseret.

## Panserbatteriet Rolf Krake
Ved fjendtlighedernes genoptagelse var Panserbatteriet »Rolf Krake«, der under Våbenhvilen havde været detacheret, ikke på sin station ved Als, hvor en fjendtlig overgang var nær forestående. Forskellige omstændigheder bevirkede, at Batteriet først 26. Juni ankom til Høruphav, hvorfra det straks dirigeredes til Augustenborg Fjord.

## De danske forsvarsstyrker på Als
Efter stormen på Dybbøl Banke i april 1864 trak de ca. 12.000 danske soldater sig tilbage til befæstede stillinger på Als langs med Alssund, hvor de gravede sig ned i anlæg for infanteri og artilleri. Danskerne havde bygget et net af løbegrave og kanonstillinger langs hele kysten fra Sønderborg i syd til Kærhalvøens spids Arnkilsøre i nord. I farvandet omkring Als kredsede danske krigsskibe og kanonbåde parate til at gribe ind, hvis et angreb mod øen skulle komme. Mens slaget om Als var i gang ankede de danske troppetransportskibe op i den 9 km lange bugt Hørup Hav, øst for Sønderborg, men ankede derefter ud for sydsiden af halvøen Kegnæs, for ikke at blive afskåret og indesluttet af de fra nord fremrykkende preussere. Ejeren af Sandbjerggård som ejede skovarealet langs Als Sund fra Sandbjerg til Sottrupskov havde på et tidspunkt tilbudt det danske krigsministerium at fælde de dele af skoven der vendte mod  Alssund, men krigsministeriet  mente ikke Preusserne ville gøre brug af området.
Forsvaret af Als var tilrettelsgt sådan, at 1. Division fik bevogtningen af kyststrækningen fra syd for Sønderborg til Amkilsøre, medens 7. Brigade og 1. Batteri fik bevogtningen af kyststrækningen fra Stolbro Næs til Hellesøgaard Færge. 1. Division fik stabskvarter i Ulkebøl, Hovedkvarteret forlagdes midlertidigt til Hørup Nederby.
3. Kavaleribrigade bevogtede kysten fra Hellesøgaard Færge over Tontoft Nakke, Fynshav, Mommark til vestkysten af Kegenæs, 4. Dragonregiments 2. Halvregiment nordligst, Gardehusarregimentet sydligst. I Tilfælde af alarmering skulde 2 eskadroner møde syd 
for Ketting, 2. Halvregiment vest for Hørup Kirke.

## De preussiske angrebsstyrker på Sundeved
Preusserne havde allerede i februar 1864 besat landsbyerne på Sundeved. Den preussiske hær havde planlagt en overgang til Als over Als Fjord i slutningen af marts med færgestedet Ballebro og Ballegård som udgangspunkt. For at undgå at den danske hær fik oplysninger om den forestående overgang blev ca. 300 borgere i nærheden af Ballebro interneret fra slutningen af marts til de første dage af april i den uopvarmede Ullerup Kirke. I alle huse og gårde i Ullerup blev der indkvarteret preussiske soldater. Selve planen om overgang fra Ballebro til Als blev dog opgivet, grundet høje bølger på Als Fjord.
Robådene til Overgangen blev transporteret med jernbane fra Slien og Rendsborg, og kørt det sidste stykke til opbevaringspladserne. En flåde af åbne både var inden stormen på Dybbøl skanserne gemt i nærheden af Ballebro. Preussernes plan var via en  landgang ved Hardeshøj på Als at omgå skanserne. Men  på grund uvejr og Panserbatteriet Rolf Krake tilstedeværelse i udløbet af Augustenborg Fjord blev planen opgivet. I stedet for blev bådene kort før den planlagte overgang flyttet til Sottrup Storskov  mellem Sottrupskov og Sandbjerg Gods. Ved det daværende teglværk i Sottrupskov opstilledes  kanoner og en udkigspost, og i teglværkets lader skjultes pontoner og pramme.
Før Overgangen opslog preusserne en periode hovedkvarter på Sandbjerg Gods, som også blev brugt til feltlazaret. Preussernes overgang til Als den 29. juni 1864 udgik fra skoven lige nord for Sandbjerg Slot, hvor der stadig kan ses jordslisker og kanonstillinger. Angrebssignalet blev givet kl. 02.00 om morgenen fra den lille klokke, som sad på havesiden af palæbygningen.
Den 28 juni udgav general Eberhard Herwarth von Bittenfeld dispositionen for Overgangen. I følge denne skulle Division Manstein først sættes over og sætte sig i besiddelse af Arnkil Skov, Rønhave og omliggende terræn ; senere skulde den trænge frem mod Ulkebøl og Hørup for at hindre de danske troppers indskibning. Divisionen Wintzingerode skulde følge umiddelbart efter og dirigeres mod Ulkebøl, 25. Brigade forrest, IL Brigade i reserve. Reserveartilleriet skulle klokken 1 morgen indtage de ovenomtalte stillinger, det ridende artilleri skulle samles ved Ragebøl. 13. Divisions artilleri skulle opstilles ved den østlige udgang af Blans til rådighed for divisionskommandøren. Indstigningen i bådene skulde ske fra kl. et til kl. to morgen og Overgangen skulle ufortøvet foretages.
Overgangspunkterne  A B C D var valgt med en skjult opstilling for øje. Punktet A lå ved den østlige rand af Storskoven; B ved Sottrupskov teglværk i sammes nordlige udkant, G cirka 350 meter nordligere, D lige overfor Arnkilsøre. Da der ved D ingen mulighed var for en skjult opstilling for tropperne, skulle de de til dette punkt bestemte både sættes i vandet ved Ballegård d. 28. aften og føres til et ca. 150 meter øst  for Snogbæk Hage beliggende Punkt D', hvor første afgang skulle indskibes og overføres til Amkilsøre, medens de tomme både derefter skulle gå tilbage til D og alle følgende afgange udgå herfra. Afgangen fra D' skulde derfor foregå kl. 1-4 morgen. Natten til d. 28. førtes de øvrige både fra Ballegård til punkterne A, B og G. Kavaleri og artilleri kunne på grund af de lokale forhold kun overføres ved B; Infanteri skulde derfor her kun overføres i 1. Echelon, hvorimod de tomme både skulle roes tilbage til punkt B' ca.. 35 meter syd for punkt B, hvorfra den fortsatte overførsel af infanteri kunde finde Sted.

## Overgangen
Ved preussernes overgang til Als natten mellem 28.-29. Juni nåede "Rolf Krake" overgangsstedet i mundingen af Alssund (Snogbæk Hage-Arnkilsøre), ved tretiden umiddelbart efter at den første overgang havde fundet sted. Fra denne position beskød og standsede skibet overførselen af tropper over Alssund. Efter 3/4 times forløb vurderede kaptajnen at kampene trak længere sydover, og valgte derfor at sejle bort for at bistå ved rømningen af øen. Bortset fra masterne havde skibet takket være pansringen ikke lidt overlast af den heftige beskydning fra land, som det havde været udsat for. Skibet forsvandt og landsætningen kunne uhindret fortsætte  Om bord var man imidlertid uvidende om de virkelige forhold under Kampen i land og uden Forbindelse eller aftaler med de kommanderende officerer i Land. Preussernes store transportmateriel og den halve time, de havde haft til overførselen, før "Rolf Krake" kom til stede, bevirkede, at kaptajnen troede, at en betydelig Styrke var overført. Da nu krigslarmen tilmed trak syd på, troede han, det danske forsvar var nedkæmpet, og bestemte sig til at følge et andet punkt af instruksen og returnere til Augustenborg Fjord, og landsætningen kunne uhindret fortsætte  Derpå begav "Rolff Krake" sig nord om Als til Høruphav for at assistere ved troppeudskibningen efter tilbagetoget til halvøen Kegnæs.
Før overgangen kom der ikke et forudgående artilleribombardement. Så stille som det var muligt begynder klokken to efter midnat den første angrebsbølge, med 2.500 preussiske soldater med 166 både og 20 ponton-færger Overgangen over Alssund fra  Sottrupskov og  Sandbjerg til Arnkil på Als. De danske forposter blev gruppevis omringet og taget til fange efter kamp og det lykkedes kun for et mindre antal soldater at flygte sydpå. De relevante danske kanonstillinger beskød som hovedregel overgangen og de fremrykkede tropper indtil disse nåede frem til den pågældende kanon, hvorefter besætningen overgav sig eller blev nedkæmpet. De cirka 700 mand danske tropper i stillingerne overfor blev hurtigt nedkæmpet og et brohoved blev dannet i løbet af den første halve time. Inden for den første time var 4-5000 mand overført. I reserve står 17.500 til de næste angrebsbølger. Da de nærmste større danske styrker når frem til angriberne, udvikler der sig en del hårde kampe omkring landsbyen Kær. Forsvaret af Als var for svagt og for dårligt organiseret.
Klokken halvfire fortsatte den preussiske fremrykning over Rønhave, hvor 175 mand blev taget til fange, til det nordvestlige hjørne af Kær, hvor godt 100 mand tilfangetoges. Efter at de preussiske tropper var trængt frem til en linje nogenlunde svarende til Kær bygade kom de danske modangreb, i form af 18. regiment, som stødte frem imod nord på tre forskellige veje, dels ud af Nørremarks vejen langs med Augustenborg Fjord. I Kær by stødte danskerne på hård modstand. De var først i stand til at trænge temmelig langt frem, men blev derpå kastet tilbage under hårde kampe fra hus til hus. Ved Kær Vestermark led de danske styrker det afgørende nederlag i 1864-krigen og klokken 5.30 opgav danskerne forsvaret af øen og trak sig under stadig kamp tilbage til halvøen Kegnæs. Herfra udskibedes tropperne i løbet af de næste dage, og den 1. juli forlod den sidste danske soldat Als.

## Slaget om Als´s tab og konsekvens
Den preussiske hærs tab beløb sig til 372 savnede. Den danske hær mistede 3.148 af de 12.000 soldater på Als. Heraf 216 dræbte, resten var sårede, taget til fange eller forsvundet.
De danske og preussiske soldater, der faldt under kampen om Als, blev begravet af lokalbefolkningen, efterhånden som de blev fundet på markerne. Derfor er der mange grave på Arnkil i modsætning til Dybbøl, hvor der er få, store fællesgrave. Gravene er blevet passet af lokalbefolkningen siden 1864.
Efter tabet af Als besatte Preussen og Østrig hele Jylland op til Skagen. Den danske regering anmoder om våbenhvile, og denne træder i kraft den 20. juli. Herefter indledes forhandlinger i Wien fra slutningen af juli, hvilket fører til fredstraktaten, som underskrives den 30. oktober 1864. Danmark afstår betingelsesløst hertugdømmerne. Danmark mister Hertugdømmet Slesvig, Holsten og Lauenburg og dermed to femtedele af landets samlede størrelse. Indbyggertallet reduceres fra 2.6 mio til 1.6 mio.
Efter krigen blev Panserbatteriet Rolf Krakes kaptajn Hans Peter Rothe stillet for en krigsret, men frikendt. Man lagde vægt på, at han alligevel ville have været nødt til at forlade Als Sund så snart det blev lyst, fordi Rolf Krake ikke kunne modstå de kraftige preussiske artilleristillinger, der var opstillet langs sundet.

## Krigergravene og mindesmærke
De danske soldater, der faldt under Slaget om Als, blev begravet af lokalbefolkningen, efterhånden som de blev fundet på markerne. Derfor er der så mange grave på Kær Halvø i modsætning til Dybbøl, hvor der er få, store fællesgrave. Gravene er blevet passet af lokalbefolkningen siden 1864. Den største krigergrav med 64 faldne soldater ligger bag den tidligere herregård Rønhave ved Hestehave. Særlig i 1930’erne blev der rejst mange mindesten på Arnkil for de faldne i 1864.
I 1872 indviedes syd for Arnkilsøre ud til Alssund det preussiske mindesmærke for Slaget på Als den 29. juni 1864. Mindesmærket blev i juni 1945 sprængt i luften. Gerningsmændene var sandsynligvis tidligere frihedskæmpere.

## Galleri
- Danske soldater i kamp. Tegning fra krigen i 1864
- Panserbatteriet Rolf Krake
- Tegning af det preussiske mindesmærke som stod syd for Arnkilsøre for Slaget om Als den 29. juni 1864. Mindesmærket blev i juni 1945 sprængt i luften
- Mindesten i Sottrupskov for preussiske soldater
- Jordrampe fra overgangen om morgenen den 29. juni, hvor 4 preussiske bådhold med tilsammen 2600 mand, mellem Sandbjerg og Sottrupskov, satte over Als Sund til i 166 robåde og pontonfærger.
- Kanonstilling ved siden af jordrampen
- Før Overgangen opførte preusserne en kanonstilling på en mark syd for Sandbjerg. To kanonkugler fundet på marken markerer indkørslen til Bøgely syd for Sandbjerg

## Ekstern henvisninger og kilder
- Dansk Militærhistorie: Erobringen af Als
- www.military-history-denmark.dk: Overgangen til Als Arkiveret 18. februar 2020 hos  Wayback Machine
- www.ronhave: Overgangen til Als Arkiveret 3. februar 2015 hos  Wayback Machine
- Den tysk danske krig 1864 (s.195-254)

54°59′N 9°55′Ø / 54.98°N 9.92°Ø